# دان موراليس
دان موراليس (بالإنجليزية: Dan Morales)‏ هو محامي أمريكي، ولد في 24 أبريل 1956 في سان أنطونيو في الولايات المتحدة.